# Federica Palumbo
Federica Palumbo (Busto Arsizio, 23 maggio 1995) è una multiplista italiana, due volte campionessa nazionale assoluta nell'eptathlon (2015-2016).

## Biografia
Nata a Busto Arsizio, vive a Cerro Maggiore, dopo non aver mai praticato nessuno sport, all'età di 8 anni (categoria Esordienti) nel 2003, vedendo la cugina che al tempo era un'atleta (campionessa italiana juniores sui 400 metri ostacoli), inizia a praticare l'atletica.
Assente ai campionati italiani cadette di Desenzano del Garda 2009.
Nel 2010 vince la sua prima medaglia nei campionati italiani giovanili, in occasione dei nazionali cadette a Cles dove si aggiudica il bronzo sugli 80 m hs.
Assente nel biennio 2011-2012 ad entrambi i campionati italiani allieve di prove multiple indoor.
2011, ai campionati italiani allieve gareggia sui 60 m hs indoor (esce in batteria) e nei 100 m hs in quelli all'aperto (sesta classificata).
Assente agli italiani allieve di prove multiple outdoor nel 2011.
Medaglia di bronzo agli italiani allieve di prove multiple nel 2012 e poi ottavo posto sui 400 m hs ai campionati di categoria.
Durante la stagione al coperto nel 2013, è stata quinta nel pentathlon agli italiani juniores di prove multiple e fuori in batteria sui 400 m agli italiani juniores indoor.
All'aperto vince la medaglia di bronzo ai campionati italiani juniores di prove multiple e poi ai nazionali juniores giunge settima sui 100 m hs ed esce in batteria nei 400 m hs. Partecipa anche agli assoluti di Milano dove non supera la batteria dei 400 m hs.
2014, nona assoluta e quarta juniores (a 17 punti dal bronzo di Lisa Seppi) nel pentathlon ai campionati italiani di prove multiple indoor; agli italiani juniores indoor termina terza nella finale 2 sui 60 m hs ed esce in batteria sui 400 m.
Diventa vicecampionessa ai campionati italiani juniores di prove multiple; agli italiani juniores non supera la batteria dei 400 m hs ed infine agli italiani assoluti di prove multiple conclude al nono posto.
Quattro medaglie vinte ai campionati nazionali nel 2015 al suo primo anno da promessa: quinta assoluta e bronzo promesse agli italiani di prove multiple indoor; medaglia d'argento nell'eptathlon agli italiani di prove multiple promesse; bronzo sui 400 m hs (5ª sui 100 m hs) agli italiani promesse.
Agli assoluti di Torino vince il suo primo titolo italiano nell'eptathlon delle prove multiple, dopo essere stata due volte vicecampionessa italiana a livello giovanile all'aperto (juniores 2014 e promesse 2015).
Esordisce con la Nazionale assoluta nella First League della Coppa Europa di prove multiple a Inowroclaw in Polonia: 11º posto individuale (la migliore delle italiane) e 4º nella classifica a squadre.
È allenata da Carlo Giulioni, è preparatrice atletica della Sangiorgese Basket e studia alla facoltà di Scienze motorie.

## Progressione

### Eptathlon
| Stagione | Punteggio | Luogo          | Data      | Rank. Mond. |
| -------- | --------- | -------------- | --------- | ----------- |
| 2016     | 5.252 p.  | Rieti          | 25-6-2016 |             |
| 2015     | 5.385 p.  | Torino         | 25-7-2015 |             |
| 2014     | 4.694 p.  | Rovereto       | 19-7-2014 |             |
| 2013     | 4.693 p.  | Busto Arsizio  | 2-6-2013  |             |
| 2012     | 4.618 p.  | Santa Cristina | 9-6-2012  |             |

### Pentathlon
| Stagione | Punteggio | Luogo  | Data      | Rank. Mond. |
| -------- | --------- | ------ | --------- | ----------- |
| 2015     | 3.555 p.  | Padova | 24-1-2015 |             |
| 2014     | 3.422 p.  | Padova | 26-1-2014 |             |
| 2013     | 3.314 p.  | Ancona | 27-1-2013 |             |

## Palmares
| Anno | Manifestazione   | Sede      | Evento    | Risultato | Prestazione | Note |
| ---- | ---------------- | --------- | --------- | --------- | ----------- | ---- |
| 2017 | Europei under 23 | Bydgoszcz | Eptathlon | 28ª       | 4259 p.     |      |

## Campionati nazionali
- 2 volte campionessa assoluta di eptathlon (2015-2016)

2010
- Bronzo ai Campionati italiani cadetti e cadette, (Cles), 80 m hs - 12"26[5]

2011
- In batteria ai Campionati italiani allievi-juniores-promesse indoor, (Ancona), 60 m hs - 9"24[6]
- 6ª ai Campionati italiani allievi e allieve, (Rieti), 100 m hs - 14"75[7]

2012
- Bronzo ai Campionati italiani allievi e allieve di prove multiple, (Santa Cristina di Val Gardena), 4.618 p.[8]
- 8ª ai Campionati italiani allievi e allieve, (Firenze), 400 m hs - 1'07"83[9]

2013
- 5ª ai Campionati italiani juniores di prove multiple indoor, (Ancona), Pentathlon - 3.314 p.[10]
- In batteria ai Campionati italiani allievi e juniores indoor, (Ancona), 400 m - 59"79[11]
- Bronzo ai Campionati italiani juniores e promesse di prove multiple, (Busto Arsizio), Eptathlon - 4.693 p.[12]
- 7ª ai Campionati italiani juniores e promesse, (Rieti), 100 m hs - 14"67[13]
- In batteria ai Campionati italiani juniores e promesse, (Rieti), 400 m hs - 1'05"56[14]
- In batteria ai Campionati italiani assoluti, (Milano), 400 m hs - 1'03"13[15]

2014
- 9ª ai Campionati italiani di prove multiple indoor, (Padova), Pentathlon - 3.422 p. (assolute)[16]
- 4ª ai Campionati italiani di prove multiple indoor, (Padova), Pentathlon - 3.422 p. (juniores)[17]
- 3ª ai Campionati italiani juniores e promesse indoor, (Ancona), 60 m hs - 9"35 (Finale 2)[18]
- In batteria ai Campionati italiani juniores e promesse indoor, (Ancona), 400 m - 58"92[19]
- Argento ai Campionati italiani juniores e promesse di prove multiple, (Lana), Eptathlon - 4.655 p.[20]
- In batteria ai Campionati italiani juniores e promesse, (Torino), 400 m hs - 1'04"61[21]
- 9ª ai Campionati italiani assoluti di prove multiple, (Rovereto), Eptathlon - 4.694 p.[22]

2015
- 5ª ai Campionati italiani di prove multiple indoor, (Padova), Pentathlon - 3.555 p. (assolute)[23]
- Bronzo ai Campionati italiani di prove multiple indoor, (Padova), Pentathlon - 3.555 p. (promesse)[24]
- Argento ai Campionati italiani juniores e promesse di prove multiple, (Lana), Eptathlon - 5.192 p.[25]
- 5ª ai Campionati italiani juniores e promesse, (Rieti), 100 m hs - 14"36[26]
- Bronzo ai Campionati italiani juniores e promesse, (Rieti), 400 m hs - 1'00"09[27]
- Oro ai Campionati italiani assoluti di prove multiple, (Torino), Eptathlon - 5.385 p.[28]

2016
- Oro ai Campionati italiani assoluti di prove multiple, (Rieti), Eptathlon

2019
- Argento ai campionati italiani assoluti, eptathlon - 5597 p.

## Altre competizioni internazionali
2014
- 6ª nell'Incontro internazionale juniores e under 23 di prove multiple Francia-Italia-Svizzera,
( Besançon), Eptathlon - 4.644 p.[29]

2015
- 11ª nella First League della Coppa Europa di prove multiple,
( Inowrocław), Eptathlon - 5.279 p. (migliore italiana)[30]
- 4ª nella First League della Coppa Europa di prove multiple,
( Inowrocław), Classifica a squadre - 37.053 p.[31]